# Dublin (Ohio)
Dublin è una città degli Stati Uniti d'America, situata nello Stato dell'Ohio, nella contea di Franklin. Si tratta di un sobborgo di Columbus.
È sede tra l'altro della Online Computer Library Center e della Wendy's.